# メリタ・ブルナー
メリタ・ブルナー（Melitta Brunner、1907年1月28日 - 2003年5月26日）は、オーストリア出身のフィギュアスケート選手。1928年サンモリッツオリンピックペア銅メダリスト。パートナーはルードビヒ・ブレーデ。

## 経歴
- シングル選手として活躍する傍ら、ルードビヒ・ブレーデとのペアでも活躍した。
- 1928年サンモリッツオリンピックペアで銅メダルを獲得。

## 主な戦績

### シングル
| 大会/年      | 1927-28 | 1928-29 | 1929-30 |
| ------------ | ------- | ------- | ------- |
| オリンピック | 7       |         |         |
| 世界選手権   | 5       | 3       | 5       |

### ペア
| 大会/年      | 1927-28 | 1928-29 | 1929-30 |
| ------------ | ------- | ------- | ------- |
| オリンピック | 3       |         |         |
| 世界選手権   | 3       | 2       | 2       |